# Butros Gali
Botros Gali (arabsko بطرس غالي), egipčanski politik, * 1846, † 20. februar 1910.
Gali je bil predsednik vlade Egipta med letoma 1908 in 1910. Njegov vnuk, Butros Butros-Gali, je bil poimenovan po njem in je bil generalni sekretar OZN.